# タン・ウィーキョン
タン・ウィーキョン（中: 陳蔚強、英: Tan Wee Kiong、1989年5月21日 - ）は、マレーシアの男子バドミントン選手。BWF世界ランキング最高位は1位。

## 経歴
2014年5月のトマス杯では、即席ペアとしてゴー・V・シェムとペアを組み出場する。すると出場した4試合全てに勝利し、マレーシアチームの準優勝に貢献し広く称賛された。9月には彼とゴーは正式パートナーとなる。
2016年、リオデジャネイロオリンピックの出場権を獲得し出場。グループステージBグループで、第4シードの傅海峰 / 張楠を破り、準々決勝では韓国の李龍大 / 柳延星を破る。決勝では再び中国の傅海峰 / 張楠と対決し、21-16, 11-21, 21-23のファイナルデュースに及ぶ大接戦を物にできず惜敗し、オリンピック銀メダルを獲得した。